# Gunnar Karlsson (Historiker)
Gunnar Karlsson (* 26. September 1939 in Efstadal í Laugardal; † 28. Oktober 2019 in Reykjavík) war ein isländischer Historiker.

## Leben und Wirken
Gunnar Karlsson studierte Geschichte an der Háskóli Íslands, der Universität von Island. Dieses Studium schloss er 1970 ab und promovierte dort 1978. Von 1974 bis 1976 lehrte er am University College in London, seit 1976 dann an der Háskóli Íslands, wo er 1980 zum Professor ernannt wurde.
Gunnar Karlsson beschäftigte sich hauptsächlich mit der Geschichte des mittelalterlichen Islands, legte aber auch eine Gesamtdarstellung der isländischen Geschichte in englischer Sprache vor.

## Schriften (Auswahl)
- (als Hrsg.): Grágás. Lagasafn íslenska þjóðveldisins. Mál og menning, Reykjavík 1992, ISBN 9979-3-0403-0.
- Iceland's 1100 years. The history of a marginal society. Hurst, London 2000, ISBN 1-85065-414-X.
- Handbók í íslenskri miðaldasögu. Drei Bände. Háskólaútgáfan, Reykjavík 2007–2016, ISBN 978-9979-54-767-9 (Band 1), ISBN 978-9935-23-113-0 (Band 2), ISBN 978-9979-54-846-1 (Band 3).
- Eine kompakte Geschichte Islands. Mál og menning, Reykjavík 2010, ISBN 978-9979-3-3155-1.
- The settlement of Iceland. A story from the ninth and tenth centuries. Mál og menning, Reykjavík 2019, ISBN 978-9979-3-4082-9.